# Kliniken Nordoberpfalz
Die Kliniken Nordoberpfalz AG ist eine Aktiengesellschaft und betreibt mehrere Akutkrankenhäuser und medizinische Einrichtungen in der Nordoberpfalz. Das Unternehmen wurde am 13. November 2006 gegründet und hat seinen Sitz in Weiden in der Oberpfalz.

## Aktionärsstruktur
| Aktionär                           | Gesellschaftsanteil |
| ---------------------------------- | ------------------- |
| Stadt Weiden in der Oberpfalz      | 33,33 %             |
| Landkreis Tirschenreuth            | 33,33 %             |
| Landkreis Neustadt an der Waldnaab | 33,33 %             |

## Kennzahlen
Die Kliniken Nordoberpfalz AG versorgen jährlich rund 41.000 stationäre und 58.000 ambulante Patienten. Insgesamt stehen in den Krankenhäusern 894 Akutbetten zur Verfügung.

## Standorte
Die Kliniken Nordoberpfalz AG betreibt/betrieb folgende Krankenhäuser und Einrichtungen:
| Name der Einrichtung                                                       | Standort                    | Bettenplätze (2023) | Mitarbeiter (2011)                         |
| -------------------------------------------------------------------------- | --------------------------- | ------------------- | ------------------------------------------ |
| Klinikum Weiden                                                            | Weiden in der Oberpfalz     | 649                 | 1300                                       |
| Krankenhaus Tirschenreuth                                                  | Tirschenreuth               | 145                 | 228                                        |
| Krankenhaus Neustadt                                                       | Neustadt an der Waldnaab    | (100)               | zwischen 2012 und 2019 geschlossen         |
| Krankenhaus Kemnath                                                        | Kemnath                     | 100                 | 160                                        |
| Krankenhaus Waldsassen                                                     | Waldsassen                  | (63)                | im Juli 2019 geschlossen                   |
| Krankenhaus Vohenstrauß                                                    | Vohenstrauß                 | (45)                | im Juli 2020 geschlossen                   |
| Krankenhaus Eschenbach                                                     | Eschenbach in der Oberpfalz | (70)                | im Juli 2012 geschlossen                   |
| Steinwaldklinik Erbendorf (Rehafachklinik für geriatrische Rehabilitation) | Erbendorf                   | 80                  | 90 (wird voraussichtlich 2025 geschlossen) |
| Fachklinik für orthopädische Rehabilitation Nordoberpfalz                  | Waldsassen                  | (50)                | im Juli 2019 geschlossen                   |